# Pomatocalpa leucanthum
Pomatocalpa leucanthum är en orkidéart som först beskrevs av Rudolf Schlechter, och fick sitt nu gällande namn av Rudolf Schlechter. Pomatocalpa leucanthum ingår i släktet Pomatocalpa och familjen orkidéer. Inga underarter finns listade i Catalogue of Life.